# Exploze plynu v Divadelní ulici v Praze

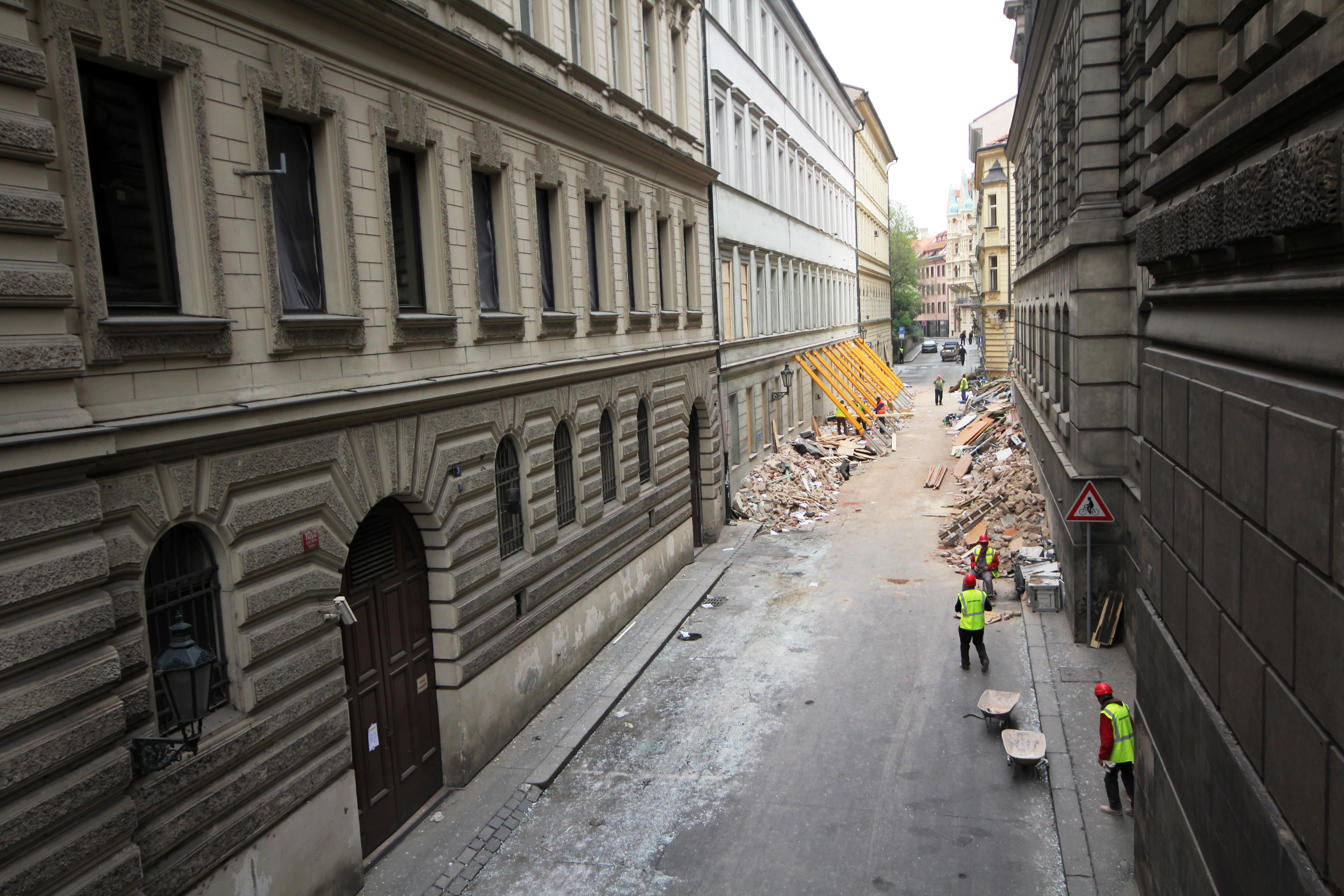
Likvidace následků výbuchu

K explozi plynu v Divadelní ulici v Praze došlo 29. dubna 2013 krátce před 10. hodinou dopolední v budově patřící Řízení letového provozu České republiky. Exploze byla slyšet po celém centru Prahy, tlaková vlna vysypala okna v okruhu stovek metrů, bylo zraněno 43 osob, z toho 2 osoby vážně. Nikdo nezemřel. K výbuchu došlo v přízemí třípatrového domu s kancelářemi čp. 334.

## Škody
Exploze poškodila desítky domů a zaparkovaných automobilů v okolí. K samotné budově, kde došlo k explozi, městský statik Petr Macháň uvedl, že ji nebude nutné strhnout, protože výbuch nepoškodil nosné konstrukce. Část jedné z obvodových zdí vychýlil zhruba o pět centimetrů, nad 1. nadzemním podlaží se ale propadl strop.
Na okolních budovách byla hlavně vysklená okna. V roce 2014 kriminalisté odhadli škodu na 275 milionů korun, o náhradu se přihlásilo 50 poškozených osob a přes 30 firem. Majitelé domů v okolí postupně uvedli budovy do původního stavu. Později byla také otevřena legendární kavárna Slavia, která sousedí s domem, v němž došlo k výbuchu.

## Příčina
Podle pražských kriminalistů explozi způsobilo porušení technických norem při stavebních pracích v roce 1980. Příslušný stavbyvedoucí již zemřel, proto policie ve věci nikoho neobvinila a případ odložila.